# Mercury Atlas 6

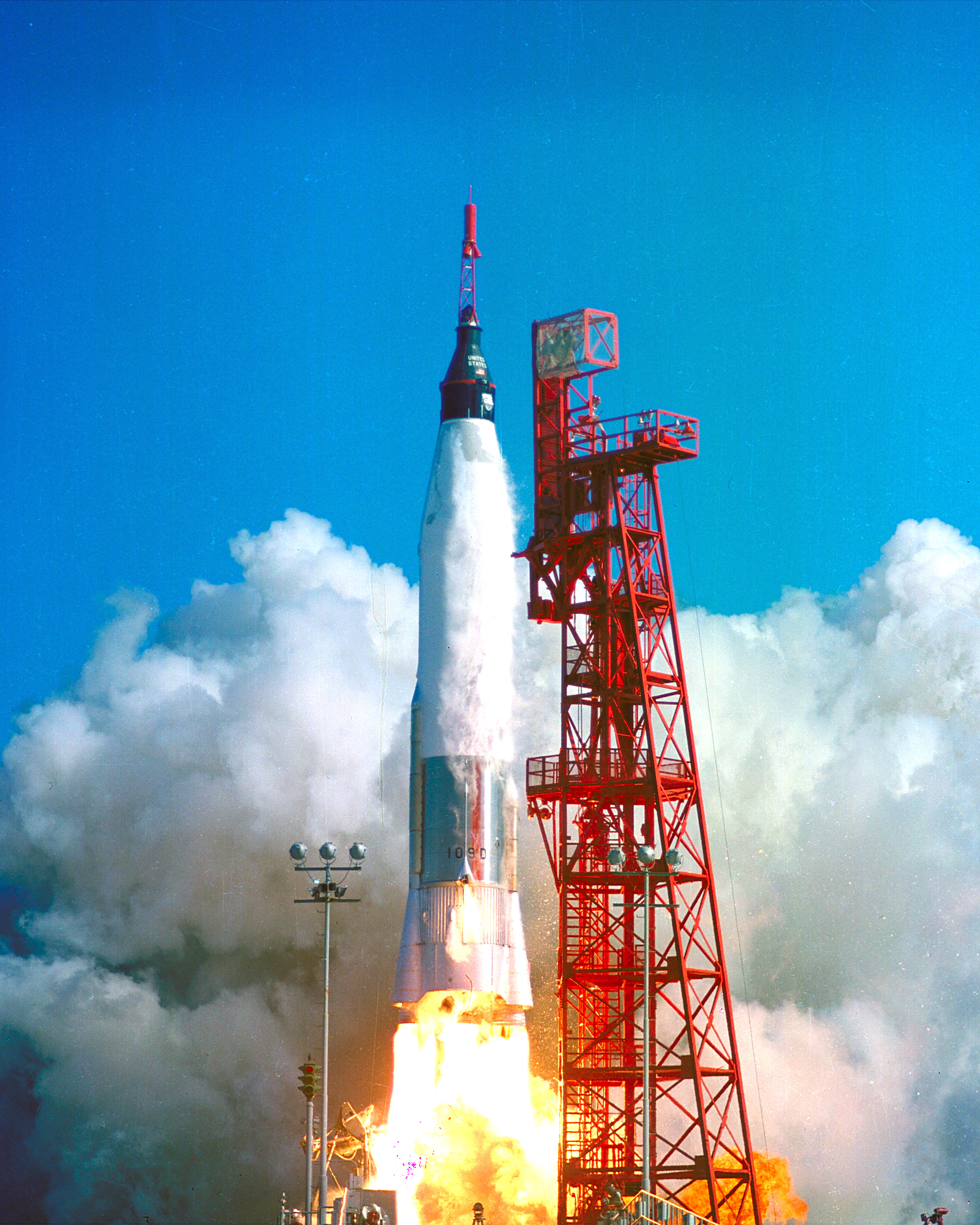
Lanzamiento de la Mercury Atlas 6 con John Glenn a bordo, quien se convertiría en el primer astronauta estadounidense en orbitar la Tierra.

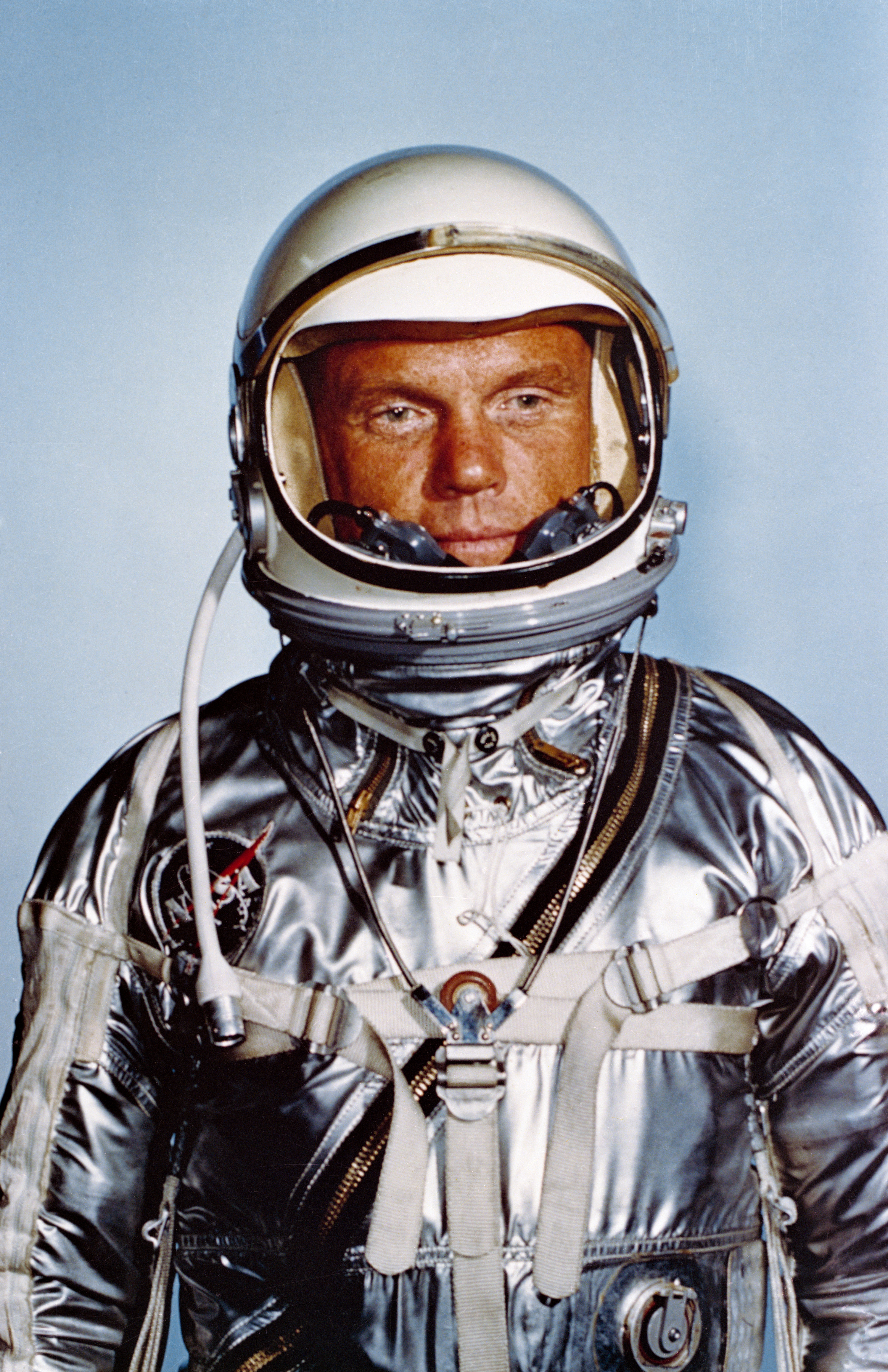
John Glenn, tripulante del Mercury-Atlas 6.

El Mercury-Atlas 6 fue una misión tripulada del programa Mercury de Estados Unidos, lanzada el 20 de febrero de 1962 usando un cohete Atlas. La cápsula fue llamada Friendship 7 y fue la primera nave estadounidense tripulada en situarse en órbita terrestre, pilotada por el astronauta John Glenn.
Después de completar tres órbitas con duración de 4 horas 55 minutos y 23 segundos, Glenn fue recibido como un héroe nacional, y recibió un gran desfile en su honor.
La misión estaba prevista para realizar un mínimo de siete vueltas a la Tierra, pero se tuvo que reducir debido a problemas que afectaban a la seguridad de la nave.

## Datos
- Fecha: 20 de febrero de 1962
- Masa: 1.352 kg
- Número de órbitas: 3
- Apogeo: 265 km
- Perigeo: 159 km
- Inclinación: 32.5°
- Periodo orbital: 88,5 min
- Tripulación: 1